# Lew Ayres
Lew Ayres (28 de diciembre de 1908 - 30 de diciembre de 1996) fue un actor estadounidense.

## Biografía
Su verdadero nombre era Lewis Frederick Ayres III, nació en Minneapolis, Minnesota, y se crio en San Diego (California).
Ayres empezó a actuar en pequeños papeles en 1927. Ese año fue descubierto mientras tocaba el banjo en la orquesta de Henry Halstead, la cual estaba grabando un corto cinematográfico para Vitaphone titulado Carnival Night in Paris. 
Ayres trabajó con Greta Garbo en el film de 1929 The Kiss, pero fue su papel protagonista en la película de 1930 Sin novedad en el frente el que le convirtió en una estrella. Ayres fue protagonista, junto a Janet Gaynor, de Servants' Entrance (1934), título que combinaba acción convencional con animación de The Walt Disney Company en una secuencia onírica musical. Tuvo el primer papel de Young Dr. Kildare en 1938 y se convirtió en un ídolo, protagonizando varios filmes de Kildare. En esa época también trabajó con Joan Crawford y James Stewart en The Ice Follies of 1939.
Como reflejo de sus papeles médicos y antibelicistas, Ayres fue un pacifista que quiso ser miembro del Cuerpo Sanitario durante la Segunda Guerra Mundial. El ejército no podía garantizarle el destino, por lo cual se declaró objetor de conciencia, debiendo ser destinado a un campo de Servicio Público Civil. Tener una figura famosa en esa situación era una mala imagen para el Ejército, motivo por el cual se cambiaron las normas y se facilitó la entrada de Ayres en el Cuerpo Sanitario. Sirvió en el teatro del Pacífico y en Nueva Guinea.
En 1948 fue nominado al Oscar al mejor actor por su interpretación en Belinda, pero su carrera fue escasa tras la guerra. Su compañera de reparto, Jane Wyman, se enamoró de él, divorciándose de su marido, Ronald Reagan, en 1949.
El verano de 1958, Ayres presentó once episodios de una serie televisiva del género western, emitida por CBS y titulada Frontier Justice, una producción de la empresa de Dick Powell Four Star Television. 
Además, se le ofreció interpretar al Dr. Kildare en una serie de la NBC, pero su petición de que el programa no tuviera publicidad de tabaco motivó que el papel fuera finalmente en 1961 para Richard Chamberlain.
También hizo el papel de gobernador en el episodio piloto de la serie televisiva de la CBS Hawaii Five-O. Prefirió no viajar a Hawaii para rodar la serie, pero de cuando en cuando actuó en otros personajes de la misma. 
Trabajó, así mismo, numerosas veces como artista invitado en otros programas televisivos. En 1976 participó en un documental, Altars of the World, en el que se exponían sus principios filosóficos orientales, y que le valió el aplauso de la crítica. 
Ayres también hizo varios papeles en producciones de ciencia ficción. Uno de ellos fue en 1977 en la segunda temporada de The Bionic Woman, como un científico pacifista, Dr. Elijah Cooper. Otro de ellos fue el de un político pacifista en el episodio piloto de la serie Battlestar Galactica en 1978.
Hacia el final de su carrera actuó en The Mary Tyler Moore Show, en el papel de padre de Murray Slaughter, personaje interpretado por Gavin MacLeod.

## Familia
Ayres se casó en tres ocasiones. Primero con la actriz Lola Lane, entre 1931 y 1933. Desde 1934 hasta 1940 lo estuvo con Ginger Rogers. Su último matrimonio, con Diana Hall, duró desde 1964 hasta el fallecimiento del actor en Los Ángeles, California, a causa de unas complicaciones aparecidas mientras se encontraba en coma a los 88 años de edad. Con Hall tuvo un hijo, Justin, nacido en 1968.
Fue enterrado en el Cementerio Westwood Village Memorial Park de Los Ángeles.

## Premios y distinciones
Premios Óscar
| Año  | Categoría   | Película | Resultado |
| ---- | ----------- | -------- | --------- |
| 1949 | Mejor actor | Belinda  | Nominado  |

En 1975 fue nominado al Emmy al mejor actor de reparto en una serie por su intervención en el episodio de la serie Kung Fu The Vanishing Image. Por su dedicación al cine tiene una estrella en el Paseo de la Fama de Hollywood, en el 6385 de Hollywood Boulevard.

## Filmografía seleccionada
- The Sophomore (1929), sin acreditar
- Big News (1929), sin acreditar
- El beso (The Kiss, 1929)
- Sin novedad en el frente (All Quiet on the Western Front, 1930)
- Common Clay (1930)
- La senda del crimen (The Doorway to Hell, 1930)
- East Is West (1930)
- Many a Slip (1931)
- Iron Man (1931)
- Acusado (Up for Murder, 1931)
- Unidos venceremos (The Spirit of Notre Dame, 1931)
- Heaven on Earth (1931)
- El horror al matrimonio (The Impatient Maiden, 1932)
- Forasteros en Hollywood (The Cohens and Kellys in Hollywood, 1932)
- Mujeres que matan (Night World, 1932)
- Okay, America! (1932)
- La feria de la vida (State Fair, 1933)
- El dinero maldito (Don't Bet on Love, 1933)
- Mi debilidad (My Weakness, 1933)
- Cross Country Cruise (1934)
- Let's Be Ritzy (1934)
- Aprendió de los marinos (She Learned About Sailors, 1934)
- La doncella de postín (Servants' Entrance, 1934)
- La lotería del amor (Lottery Lover, 1935)
- Spring Tonic (1935)
- Silk Hat Kid (1935)
- The Leathernecks Have Landed (1936)
- Panic on the Air (1936)
- Shakedown (1936)
- Lady Be Careful (1936)
- Murder with Pictures (1936)
- The Crime Nobody Saw (1937)
- The Last Train from Madrid (1937)
- Hold 'em Navy (1937)
- Scandal Street (1938)
- King of the Newsboys (1938)
- Negocios y placer / Vivir para gozar (Holiday, 1938)
- Rich Man, Poor Girl (1938)
- Young Dr. Kildare (1938)
- Spring Madness (1938)
- The Ice Follies of 1939 (1939)
- Se llevó mi corazón (Broadway Serenade, 1939)
- Calling Dr. Kildare (1939)
- These Glamour Girls (1939)
- The Secret of Dr. Kildare (1939)
- Dr. Kildare's Strange Case (1940)
- The Golden Fleecing (1940)
- Dr. Kildare Goes Home (1940)
- Dr. Kildare's Crisis (1940)
- Maisie Was a Lady (1941)
- The People vs. Dr. Kildare (1941)
- Dr. Kildare's Wedding Day (1941)
- Dr. Kildare's Victory (1942)
- A través del espejo / Tras el espejo (The Dark Mirror, 1946)
- La infiel (The Unfaithful, 1947)
- The Way of Peace (1947)
- Belinda (Johnny Belinda, 1948)
- The Capture (1950)
- New Mexico (1951)
- No Escape (1953)
- El cerebro de Donovan (Donovan's Brain, 1953)
- Advise & Consent (1962)
- Los insaciables (The Carpetbaggers, 1964)
- El perro cenicienta (The Biscuit Eater 1972)
- The Man (1972)
- The Stranger (1973), piloto para una serie televisiva que no llegó a producirse
- La batalla por el planeta de los simios (Battle for the Planet of the Apes, 1973)
- El último día del mundo (End of the World, 1977)
- Damien-La profecía II / La madición de Damien / La profecía II (Damien: Omen II, 1978)
- Don Camilo (1984)

### Series de TV
- Omnibus (1954)
- Antología (Screen Directors Playhouse, 1956)
- Estrellas del teatro (The Ford Television Theatre, 1956)
- Playhouse 90 (1956)
- Schlitz Playhouse of Stars (1956)
- Cavalcade of America (1957)
- Climax! (1958)
- Frontier Justice (1958)
- Espejo del destino (Westinghouse Desilu Playhouse, 1958)
- Pursuit (1958)
- Alcoa Theatre (1958-1959)
- Ruta 66 (Route 66, 1960)
- The June Allyson Show (1960), como Howard Moon en A Thief or Two —para PBS
- Zane Grey Theatre (1956-61)
- The Barbara Stanwyck Show (1961), como Dr. Paul Harris en Adventure on Happiness Street —para NBC—
- Doctor Kildare (Dr. Kildare, 1961)
- Encrucijada (Bus Stop, 1962)
- Santos y pecadores (Saints and Sinners, 1962)
- Laramie (1962)
- Channing (1962)
- Ben Casey (1963)
- Enigma (I) (Kraft Suspense Theatre, 1965)
- El congresista (Slattery's People, 1965)
- Yo soy espía (I Spy, 1966)
- F.B.I. (The F.B.I., 1966)
- ABC Stage 67 (1966)
- El pistolero / La ley del revólver (Gunsmoke, 1967), como Jonathan Cole en The Prodigal.
- Valle de pasiones (The Big Valley, 1967-1968), como Jason Fleet / Sheriff Roy Kingston.
- Here Comes the Brides (1967)
- Marcus Welby (Marcus Welby, M.D., 1969)
- Mis tres hijos (My Three Sons, 1970)
- El show de Doris Day (The Doris Day Show, 1970), como William Tyler —cuatro episodios—.
- El virginiano (The Virginian, 1970)
- San Francisco International Airport (1970)
- The Interns (1971)
- Owen Marshall, Counselor at Law (1972)
- Las calles de San Francisco (The Streets of San Francisco, 1973)
- Hawkins (1973)
- Colombo (Columbo, 1974), como Dr. Howard Nicholson en Mind over Mayhem.
- El Mago (The Magician, 1974), como Max Braden en The Illusion Of The Evil Spikes
- Kun Fu (1974), como Beaumont. Nominado a un Emmy, en la categoría de  Mejor actor invitado de comedia o de serie dramática (Outstanding Single Performance by a Supporting Actor in a Comedy or Drama Series).[3]
- McMillan y esposa (McMillan & Wife, 1975)
- Hawái Cinco-Cero (Hawaii Five-O, 1968-1976), como Dr. Elias Haig en Anybody Can Build a Bomb (S6/Ep12), comandante Reginal Blackweel y el gobernador —cuatro episodios—.
- La mujer biónica (The Bionic Woman, 1977), cono el Dr. Elijah Cooper.
- La chica de la tele (The Mary Tyler Moore Show, 1977)
- Viaje fantástico (The Fantastic Journey, 1977)
- La mujer maravilla (Wonder Woman, 1977)
- Galáctica (Battlestar Galactica, 1978), como el Presidente Adar, en Saga of a Star World, el episodio piloto de la serie y otro episodio posterior ese mismo año.
- Azafatas del aire (Flying High, 1978)
- El misterio de Salem's Lot (Salem's Lot, 1979)
- El bote del amor / Vacaciones en el mar (The Love Boat, 1981)
- Magnum, P.I. (1981)
- California (Knots Landing, 1982)
- Trapper John, M.D. (1982)
- La casa de la pradera / La familia Ingallls / La pequeña casa en la pradera / Los pioneros (Little House on the Prairie, NBC, 1982)
- El contacto Devlin / La conexión Devlin (The Devlin Connection, 1982)
- Quincy, M.E. (1983)
- La isla de la fantasía (Fantasy Island, 1979-1983) —dos episodios—.
- Fama (Fame, 1984)
- Hotel (1984)
- En busca de amores perdidos (Finder of Lost Loves, 1984)
- Lime Street (1985-1986) —ocho episodios—.
- Simon & Simon (1986)
- Brigada A / El equipo A / Los magníficos (The A-Team, 1986)
- Más allá de la ley (Outlaws, 1987)
- Cagney y Lacey (Cagney & Lacey, 1988)
- The English Programme (1988)
- La ley de Los Ángeles / Se hará justicia (L. A. Law, 1989)
- Autopista hacia el cielo / Camino al cielo (Highway to Heaven, 1985-1989) —cinco episodios—.